# کارلو ماریا مارتینی
کارلو ماریا مارتینی (به ایتالیایی: Carlo Maria Martini) (زادۀ ۱۵ فوریه ۱۹۲۷ در تورین - درگذشتۀ ۳۱ اوت ۲۰۱۲ در گالاراته) کاردینال یسوعی کلیسای کاتولیک ایتالیا بود. وی از سال ۱۹۸۰ تا ۲۰۰۲ میلادی اسقف اعظم کلیسای میلان بود و در سال ۱۹۸۳ به سمت کاردینالی رسید.

## زندگی و تحصیل
او در ۱۵ فوریه ۱۹۲۷ در تورین ایتالیا متولد شد پدرش لئوناردو و مادرش اولگا مراسم غسل تعمید او را در روز ۲۲ همان ماه انجام دادند. تحصیلات اولیهٔ خود را در مدرسه Istituto Sociale که یسوعی‌ها آن را اداره می‌کردند، گذراند. در سال ۱۹۴۴ با سمت کشیش در همان مدرسه تدریس می‌کرد. وی فلسفه را در شهر گالاراته و الهیات را در شهر کیه‌ری خواند و به اتمام رساند و دکترای خود را که در مورد «بررسی مسائل و مشکلات قیامت» بود، از دانشگاه اسقفی این شهر اخذ نمود.

## موقعیت‌های شغلی

نشان رسمی کاردینال مارتینی

- ۱۹۶۲ استاد مؤسسه آموزش اسقفی انجیلی (Pontifical Biblical Institute)
- ۱۹۶۹ مدیر دانشگاه گریگوری آموزش اسقفی (Pontifical Gregorian University)
- ۱۹۷۸ رئیس آن دانشگاه
- ۱۹۷۹ انتخاب به عنوان سر اسقف کلیسای میلان از طرف پاپ ژان پل دوم
- ۱۹۸۳ مسئول ششمین مجمع عمومی شورای کلیسائی
- ۲۰۰۰ عضو آکادمی علوم اسقف‌ها
- ۲۰۰۵ بازنشستگی رسمی

## عقاید

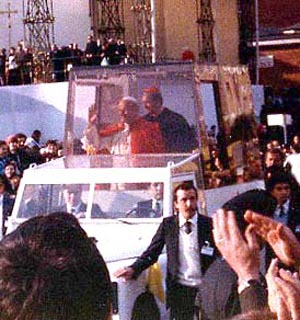
پاپ ژان پل دوم به همراه کاردینال کارلو ماریا مارتینی، میلان، سال ۱۹۸۴

کاردینال مارتینی یکی از آزادی‌خواه‌ترین و مصلح‌ترین کاردینال‌های کاتولیک بود. نوشته‌ها و کتاب‌ها و سخنرانی‌های وی به‌طور گسترده توجه جهان مسیحی را به خود جلب کرده‌، هرچند انتقادهایی را نیز برانگیخته است.
در سال ۲۰۰۰ وی بیانیهٔ کمیتهٔ دکترین ایمان را که مورد تائید پاپ ژان پل دوم و پاپ بندیکت شانزدهم بود، در مورد برحق بودن اختصاصی کلیسای کاتولیک مورد شک و شبهه قرار داد و آن را دست‌نیافتنی نامید.
در مصاحبه‌ای که کمی قبل از مرگش انجام شده بود، خواستار ایجاد اصلاحات اساسی در کلیسای کاتولیک شده و گفته بود «ما بیست سال عقب هستیم» و نیز گفته بود «فرهنگ ما پیر شده، کلیساهای ما بزرگ ولی خالی هستند و دیوانسالاری بر آنها حاکم است». .
همچنین وی عقاید نوگرایانه‌ای در مورد نقش کلیسا در مسائل اجتماعی و حضور زنان در آن و نیز زمان حیات جنین و آسان‌گیری در مورد روش‌های پیشگیری حاملگی بیان نموده است..